# Ectomychus monticola
Ectomychus monticola là một loài bọ cánh cứng trong họ Endomychidae. Loài này được Arrow miêu tả khoa học năm 1920.